# Callyna nigerrima
Callyna nigerrima là một loài bướm đêm trong họ Noctuidae.